# رود نیکو
رود نیکّو رودی است که به خلیج ایسه می‌ریزد. این رود از کشور ژاپن می‌گذرد. طول آن ۴۱ کیلومتر (۲۵ مایل) است.